# Швыдков, Яков Григорьевич
Яков Григорьевич Швыдков — советский хозяйственный, государственный и политический деятель.

## Биография
Родился в 1920 году на хуторе Кружилин. Член КПСС.
Участник Великой Отечественной войны, электрик торпедного старшего лидера «Баку» эскадры Северного Флота. С 1947 года — на хозяйственной, общественной и политической работе. В 1947—1983 гг. — комсомольский и партийный работник в Краснодарском крае, первый секретарь Новороссийского горкома КПСС, председатель Краснодарского краевого управления по снабжению нефтепродуктами.
Делегат XXIV съезда КПСС.
Умер в Краснодаре в 1999 году.